# Petr Babák
Petr Babák (* 7. června 1967 Brno) je grafický designér, typograf, pedagog a publicista.

## Život
V letech 1982–1986 studoval na Střední umělecko-průmyslové škole v Brně obor propagační výstavnictví. V letech 1990–1996 studoval v Ateliéru knižní grafiky a písma u Jana Solpery na VŠUP v Praze. V roce 2002 založil grafické studio Laboratoř. Od roku 2005 je vedoucím ateliéru Grafický design a nová média aka OSTROV POKLADŮ na téže škole. Zde obhájil titul docent a dne 19. 12. 2016 mu byl udělen akademický titul profesor.

## Dílo

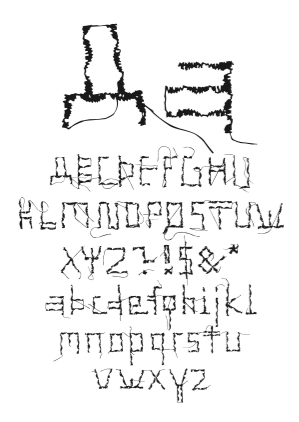
Písmo BC Šijan (2014)

V roce 1997 založil společně s Tomášem Machkem Studio Machek&Babák, od roku 2002 vede vlastní grafické studio Laboratoř. Zde vznikl například komplexní vizuální styl a informační systém pro Národní technickou knihovnu v Praze (2010) a řada dalších vizuálních prezentací, např. projektu Tranzitdisplay, FAMU, AMU aj. Ve spolupráci s Chalupa architekty byl vytvořen vizuální styl a infosystém hotelu Metropol či vizuální kód České ambasády ve Washingtonu. V rámci Laboratoře vznikla řada monografií a katalogů současných umělců (např. Jána Mančušky, Krištofa Kintery, Kateřiny Šedé, Federica Diaze, Jiřího Kovandy a dalších), výstavních katalogů (např. Ladislav Sutnar: Praha–New York. Design in Action, 2003, Český filmový plakát 20. století) a webových prezentací (UPM v Praze, NFA, FAMU, mmcité aj.). Petr Babák byl spoluzakladatelem a členem redakční rady časopisu Deleatur, pravidelně publikuje v četných periodikách (Reflex, Lidové noviny, Živel aj.). Od roku 2011 vede rubriku časopisu Revolver Revue, kde představuje mladé výtvarníky a designéry. Patří mezi zakládající členy TypoDesignClubu, pořádá workshopy a přednáší. Je autorem experimentálních písem Prkno, Řezan, Šijan a Trhan (písma byla digitalizována písmolijnou Briefcase, 2014).

## Ocenění
- 1994 – Cena Josefa Hlávky
- 1994 – Cena Karla Teigeho (16. mezinárodní bienále grafického designu v Brně)
- 1996 – Národní cena za design (za vizuální styl města Zlín, společně s Tomášem Machkem)
- 1998–2018 – pravidelné ceny za Nejkrásnější českou knihu roku
- 2000 – Nejkrásnější česká kniha v kategorii katalogy akce slovo pohyb prostor (1. místo)
- 2003 – Nejkrásnější česká kniha v kategorii katalogy Ladislav Sutnar: Praha–New York. Design in Action (1. místo)
- 2004 – Nejkrásnější česká kniha v kategorii vědecká a odborná literatura Octobriana a ruský underground, T. Pospiszyl
- 2005 – Nejkrásnější česká kniha v kategorii krásná literatura, edice Prvotiny (1. místo)
- Cena TypoDesignClubu (2x)
- 2006–2016 –  nominován na grafického designéra roku v prestižní soutěži Czech Grand Design
- 2008 – Cena TypoDesignClubu za grafickou úpravu knihy Projektil 2002-2008
- 2009 – Hlavní cena Grand designér roku a rovněž Grafický designér roku 2009 v rámci Czech Grand Design
- 2012 – Czech Grand Design, 2. místo v kategorii Grafický designér roku, Praha
- 2013 – Nejkrásnější česká kniha v kategorii katalogy Milan Guštar (1. místo)
- 2014 – Nejkrásnější české knihy 2014, 3. místo (Tomáš Pospiszyl: Asociativní dějepis umění)
- 2014 – za katalog Krištof Kintera I AM NOT YOU nominace v kategorii Grafický designér roku, Czech Grand Design
- 2016 – za vizuální styl pro Národní filmový archiv nominace v kategorii Grafický designér roku, Czech Grand Design
- 2019 – European Design Awards 2018, 2. místo v kategorii Layout Book za knihu Ludvík Šváb: Uklidit až po mé smrti
- 2019 – za knihu MONSTRUM (ed. Lukáš Kijonka), nominace v kategorii Grafický designér roku 2019, Czech Grand Design
- 2020 – MONSTRUM nominace v soutěži Nejkrásnější české knihy 2019, kategorie Knihy o výtvarném umění
- 2020 – European Design Awards 2020, za knihu MONSTRUM, 2. místo v kategorii Artistic Catalogue
- 2021 – Designblok Awards, nominace za instalaci Ahoy pro mmcité
- 2024 – Nejkrásnější česká kniha 2023 v kategorii Odborná literatura: Loutka mezi divadlem, filmem a televizí
- 2024 – Hlavní cena General Reader soutěže MUNI za knihu: Loutka mezi divadlem, filmem a televizí
- 2025 – Czech Grand Design 2024. Nominace v kategorii Grafický designér roku za knihu: Loutka mezi divadlem, filmem a televizí